# Miyako, Fukuoka

Miyako (みやこ町 Miyako-machi?) este un oraș în Japonia, în districtul Miyako al prefecturii Fukuoka.

## Legături externe
Materiale media legate de orașul Miyako la Wikimedia Commons